# 雨隠ギド
雨隠 ギド（あまがくれ ギド）は、日本の漫画家。
3年ほど幼稚園に勤務後、『ウィングス』（新書館）2007年8月号に掲載された『ファンタズム』でデビュー。代表作は『ファンタズム』、『まぼろしにふれてよ』、『恋煩いフリークス』、『甘々と稲妻』、『終電にはかえします』。ペンネームは、好きな小説の登場人物をもじったものに由来。

## 人物
料理はあまり上手ではない。

### 好きな作品など
童話や寓話、児童小説が好き。好きなボーイズラブ作家として、扇ゆずは、渡海奈穂、門地かおりを挙げている。
最初に自分で買った漫画は『ドラえもん』で、映画もよく見たという。『ドラえもん のび太の宇宙小戦争』や『怪物くん』など、藤子不二雄作品の食事シーンが好き。
弟の影響で『週刊少年ジャンプ』『近代麻雀』『漫画ゴラク』を読んでいた。ホラー系も好んでいる。
好きな漫画としてTONOの『カルバニア物語』を挙げている。注目している作家は、庄司創だという。

### 漫画について
描きたいシーンやセリフからストーリーを作っていくことが多いが、『甘々と稲妻』はキャラが先に作られた。顔を描くことが好きで、表情が生きるように、意識して描いているという。漫画を描く上で栄養分にしていること（頑張ろうと思えること）は、ご飯を食べることと、音楽や映画などの漫画とは別の媒体を見て、ポジティブな意味で打ちのめされること。
こういう作品が描きたいと最初に思ったのは森博嗣のS&Mシリーズ。

### 学生時代から漫画家になるまで
小学生時代は『りぼん』や『なかよし』を読んで育った。小学校の卒業文集で将来の夢はイラストレーターと書いたが、漫画家になりたいと思っていた。ストーリー漫画を描き始めたのは中学生の時で、友人に原作を書いて貰い、『ああっ女神さまっ』のような内容のものを描いていた。高校時代は漫画から離れ、その後進学し、念願だった幼稚園の先生に就職。働き出してから「マンガ描きたい」という気持ちが膨らみ、同人誌を描いていたが、プロデビューしていた友人に編集者を紹介して貰い、新書館からデビューした。

## 作品リスト

### 漫画作品
新書館
- ファンタズム（『ウィングス』2007年8月号・2008年4月号 - 2008年7月号） - デビュー作。
  - 「ファンタズム」ドラマCDアフレコレポート（『ウィングス』2009年7月号）

- 夕暮れを少しわけてあげる（『ウィングス』2007年11月号）
- 扉マンガ（『ディアプラス』2007年11月号、12月号）
- まぼろしにふれてよ（『ウィングス』2009年2月号 - 2012年10月号） - 不定期連載。
- うぃんぐす絵日記今日のごはん（『ウィングス』2009年3月号）
- 恋まで百輪シリーズ
  - 恋まで百輪（『ディアプラス』2009年9月号・10月号、2010年3月号 - 2010年5月号）
  - 悪人を泣かせる方法（『ディアプラス』2011年1月号 - 2011年3月号）
  - CD「恋まで百輪」アフレコレポート（『ディアプラス』2011年9月号）
  - 悪だくみにも花はふる（『ディアプラス』2013年1月号・2月号）

- 一瞬のアステリズム（『ピュア百合アンソロジー ひらり、』vol.1（2010年4月））
- 永遠に少女（『ピュア百合アンソロジー ひらり、』Vol.4（2011年4月））
- ナイトパレード（『ディアプラス』2011年7月号・8月号）
- ひらがな線、あいう駅より（『ピュア百合アンソロジー ひらり、』Vol.6（2011年12月））
- 密室の密かな星（『ディアプラス』2012年2月号 - 2012年8月号連載、番外編「ちかみち遠回り」『ディアプラス』2012年12月号掲載）
  - 密室のアフレコに行ってきましたレポ（『ディアプラス』2013年4月号）

- 少女プラネタリウム（『ピュア百合アンソロジー ひらり、』Vol.9（2012年11月））
- 大人の階段の下（『ピュア百合アンソロジー ひらり、』Vol.10（2013年3月））
- 線路沿い走る。（『ディアプラス』2013年5月号・6月号）
- 終電にはかえします（『ピュア百合アンソロジー ひらり、』Vol.11（2013年7月））
- 姉の残りもの（『ウィングス』2013年10月号）
- 青年発火点シリーズ
  - 青年発火点（『ディアプラス』2013年11月号 - 2014年4月号）
  - 青い鳥より（『ディアプラス』2015年3月号 - 2015年5月号

- 火傷と爪痕（『ディアプラス』2014年7月号 - 2014年11月号）
- 「ひとつ屋根の下」特集コミック扉&1コママンガ（『ディアプラス』2014年10月号）
- 「ギャップ」特集コミック 扉&1コママンガ（『ディアプラス』2014年12月号）
- 君で最後（『ディアプラス』2015年7月号・8月号）
- はんぱもの（『ディアプラス』2016年10月号）
- ライバルには釘をさしとく（『ディアプラス』2017年4月号）
- あやしの湯ももいろ美人（『ディアプラス』2017年1月号 - 2017年7月号、番外編『ディアプラス』2017年11月号）
- タマシイもあげる（『ディアプラス』2018年1月号 - 2018年6月号）
- 僕の完璧な恋人（『ディアプラス』2019年5月号 - 2019年10月号）
- 悪いおじさん（『ディアプラス』2020年12月号）

KADOKAWAエンターブレイン
- 恋煩いフリークス（『Fellows!』Vol.13 - Vol.18）

講談社
- 花花星星（『good!アフタヌーン』14号（2011年））
- 甘々と稲妻（『good!アフタヌーン』2013年3号 - 2018年9号、番外編『good!アフタヌーン』2018年10号 - 2019年1号） - 毎号掲載ではない連載。
- おとなりに銀河（『good!アフタヌーン』2020年5号 - 2023年6号）

白泉社
- ゆらゆらQ（『ザ花とゆめ』2019年12月1日号 - 連載中）

小学館
- すくすくサイクル（『週刊ビッグコミックスピリッツ』23号（2021年））

### 書籍
項目が存在する作品は、それを参照。
新書館〈ウィングス・コミックス〉
ファンタズム（2008年8月22日発売、ISBN 978-4-403-61915-1）
- まぼろしにふれてよ（2009年 - 2012年刊、全3巻）
  1. 2009年10月23日発売、ISBN 978-4-403-61948-9
  2. 2011年11月25日発売、ISBN 978-4-403-62128-4
  3. 2012年11月23日発売、ISBN 978-4-403-62153-6

新書館〈ディアプラス・コミックス〉
- 恋まで百輪（2010年11月30日発売、ISBN 978-4-403-66293-5） - 初のボーイズラブコミックス。
- 悪人を泣かせる方法（2011年11月25日発売、ISBN 978-4-403-66327-7）
- 密室の密かな星（2012年10月30日発売、ISBN 978-4-403-66363-5）
- 悪だくみにも花はふる（2013年8月30日発売、ISBN 978-4-403-66398-7）
- 青年発火点（2014年6月30日発売、ISBN 978-4-403-66428-1）
- 火傷と爪痕（2015年2月28日発売、ISBN 978-4-403-66462-5）
- 青い鳥より（2015年10月30日発売、ISBN 978-4-403-66493-9）
- あやしの湯ももいろ美人（2017年10月2日発売、ISBN 978-4-403-66597-4）
- タマシイもあげる（2018年10月1日発売、ISBN 978-4-403-66651-3）
- 僕の完璧な恋人（2020年2月1日発売、ISBN 978-4-403-66715-2）

新書館〈ひらり、コミックス〉
- 終電にはかえします（2013年11月30日発売、ISBN 978-4-403-67150-0） - 初の百合コミックス。

KADOKAWA〈ハルタコミックス〉
- 恋煩いフリークス（2011年11月25日発売、ISBN 978-4-04-727631-4）

エディス編集部
- 犬とつばめ（2012年1月6日発売、ISBN 978-4-86072-088-9）

講談社〈アフタヌーンKC〉
- 甘々と稲妻（2013年 - 2019年刊、全12巻）
- おとなりに銀河（2020年 - 2023年刊、全6巻）

白泉社〈花とゆめコミックススペシャル〉
- ゆらゆらQ（2020年 - 刊、既刊4巻） - 2024年8月現在。
  1. 2020年11月6日発売、ISBN 978-4-592-22801-1
  2. 2022年4月20日発売、ISBN 978-4-592-22802-8
  3. 2023年6月20日発売、ISBN 978-4-592-22803-5
  4. 2024年8月20日発売、ISBN 978-4-592-23033-5

### イラスト
新書館〈ウィングス文庫〉
- 夜の王子と魔法の花（著：渡海奈穂、2010年11月10日発売、ISBN 978-4-403-54160-5）

双葉社〈単行本〉
- 雲形の三角定規（著：ゆずはらとしゆき、2012年5月16日発売、ISBN 978-4-575-23770-2）

新書館〈ディアプラス文庫〉
- 甘い手、長い腕（著：一穂ミチ、2014年4月10日発売、ISBN 978-4-403-52349-6）
- リバーサイドベイビーズ（著：砂原糖子、2016年3月9日発売、ISBN 978-4-403-52398-4）
- ほほえみ喫茶の恋みくじ（著：海野幸、2021年1月9日発売、ISBN 978-4-403-52524-7）

### アンソロジー
- 生徒会長に忠告公式アンソロジー（2013年4月25日発売[66]、ISBN 978-4-403-67143-2）
- 夏目イサク ファンブック ゲストコミック（2013年11月30日発売[67]、ISBN 978-4-403-65066-6）

### その他
- 『メダリスト』応援イラスト（2024年12月1日[68]）